# Miniere di Cogne

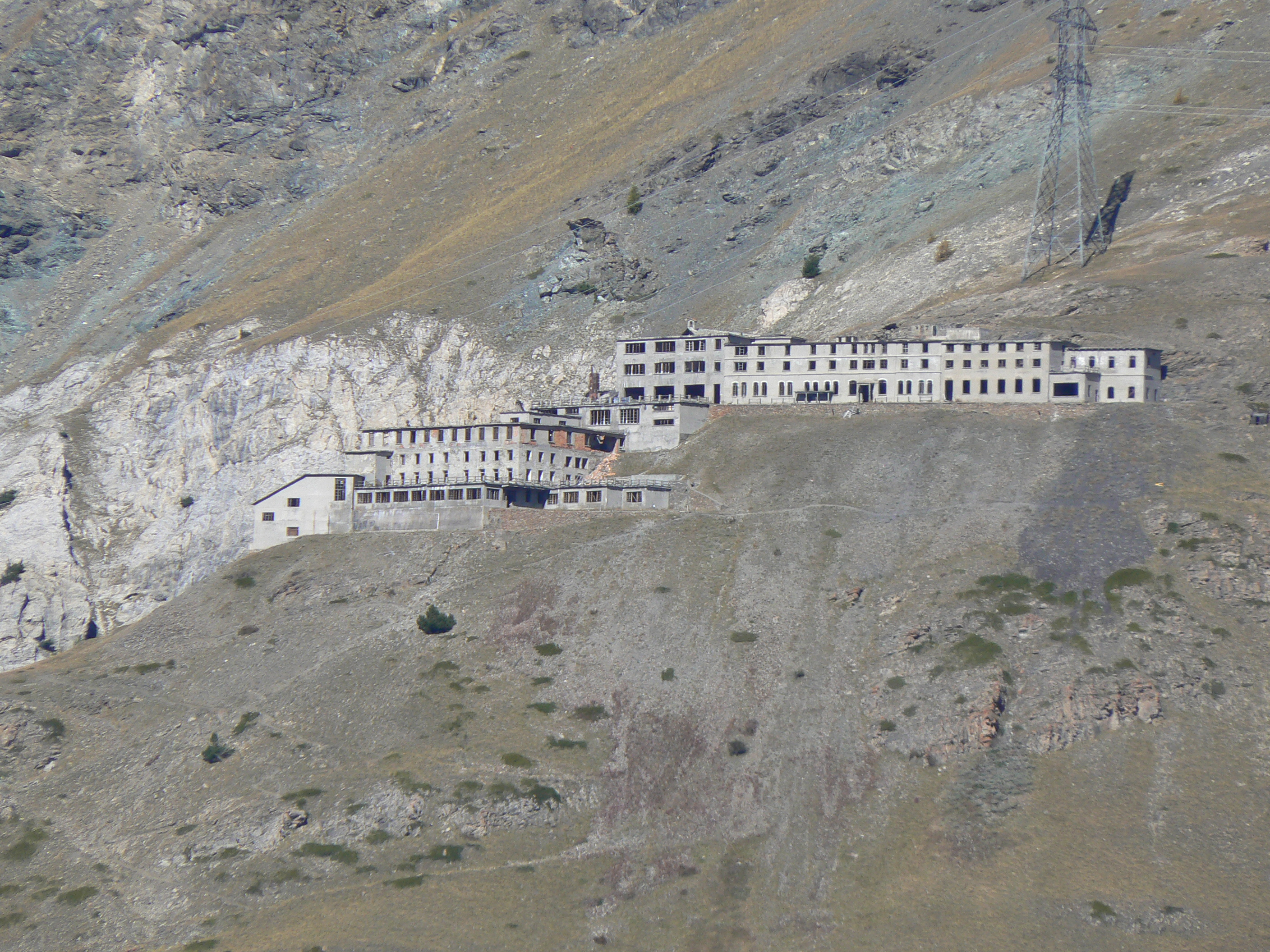
Colonna visto dal sentiero per il Lago di Loie

Le Miniere di Cogne si trovano nell'omonimo comune e sono state sfruttate per l'estrazione della magnetite.

## Storia
La prima notizia documentata dell'attività mineraria di Cogne si trova in un atto del 1433 del vescovo di Aosta Oger Moriset. Le miniere rimangono di proprietà del Vescovi di Aosta fino almeno al 1641, quando i Cogneins, a causa di una crisi economica abbattutasi sulla valle, iniziano a rivendicarne i diritti. Il 26 ottobre 1679 il vescovo Antoine Philibert Albert Bailly vende al Comune tutte le miniere. Tuttavia, fino al 1800, queste rimangono pressoché inattive per mancanza di fondi. La rinascita si deve all'opera di César-Emmanuel Grappein, sindaco di Cogne, il quale, conscio che il maggior onere era il trasporto del materiale ad Aosta, decide di costruire la prima strada carrozzabile da Cogne a Vieyes, terminata nel 1824. Le prime estrazioni si effettuano a cielo aperto, a circa 2 500 m s.l.m., nella località Licony, ai piedi del Monte Creya (pron. créia).
Dopo vari esperimenti, più o meno riusciti, di gestione comune delle miniere, lo sfruttamento del minerale si arresta, e l'estrazione cade in una profonda crisi, dovuta alla mancanza di capitali, ma soprattutto alle tecniche arcaiche di estrazione e di trasporto del materiale. Tra alti e bassi la miniera resta pressoché in uno stato di abbandono fino al 1903, quando, venduta ad una società italo-belga, inizia lo sfruttamento a livello industriale. Vengono allora costruiti una teleferica ed il complesso di Colonna.
Nel 1916 la miniera viene venduta alla società Gio. Ansaldo, ma già nel 1927 viene comprata dal governo fascista. Il lavoro continua a pieno ritmo per molti anni, anche dopo il periodo bellico, tanto che nel 1964 occupa ancora 741 dipendenti; nel 1968-69 inizia però la crisi, in gran parte dovuta alle pressioni sindacali, che hanno portato ad un'uscita dal mercato della seppur ottima magnetite, poiché il costo di estrazione, in gran parte determinato dal costo della manodopera, era diventato tale da proporre il prodotto a dei prezzi che, inevitabilmente, le leggi della concorrenza ponevano fuori trattativa. La miniera, seppure non esaurita, è chiusa definitivamente nel marzo del 1979.
Nel 1957 la funivia addetta al trasporto degli operai verso la miniera crolla, causando la morte di una persona e il ferimento di altri 11 operai.
Il 31 ottobre 2013 è scaduta la concessione mineraria.
La miniera è rimasta proprietà di Fintecna fino al 2014 che ha ceduto, dopo 111 anni, nuovamente le concessioni al Comune di Cogne.
Presso il Villaggio Minatori di Cogne, noto anche come Villaggio Anselmetti, è visitabile il centro espositivo del Parco minerario e della miniera di Cogne, gestito dalla Cooperativa Mines de Cogne.

## Descrizione
Sulle pendici del Monte Creya erano presenti tre siti estrattivi: Liconi, Colonna e Costa del Pino.

## Galleria d'immagini

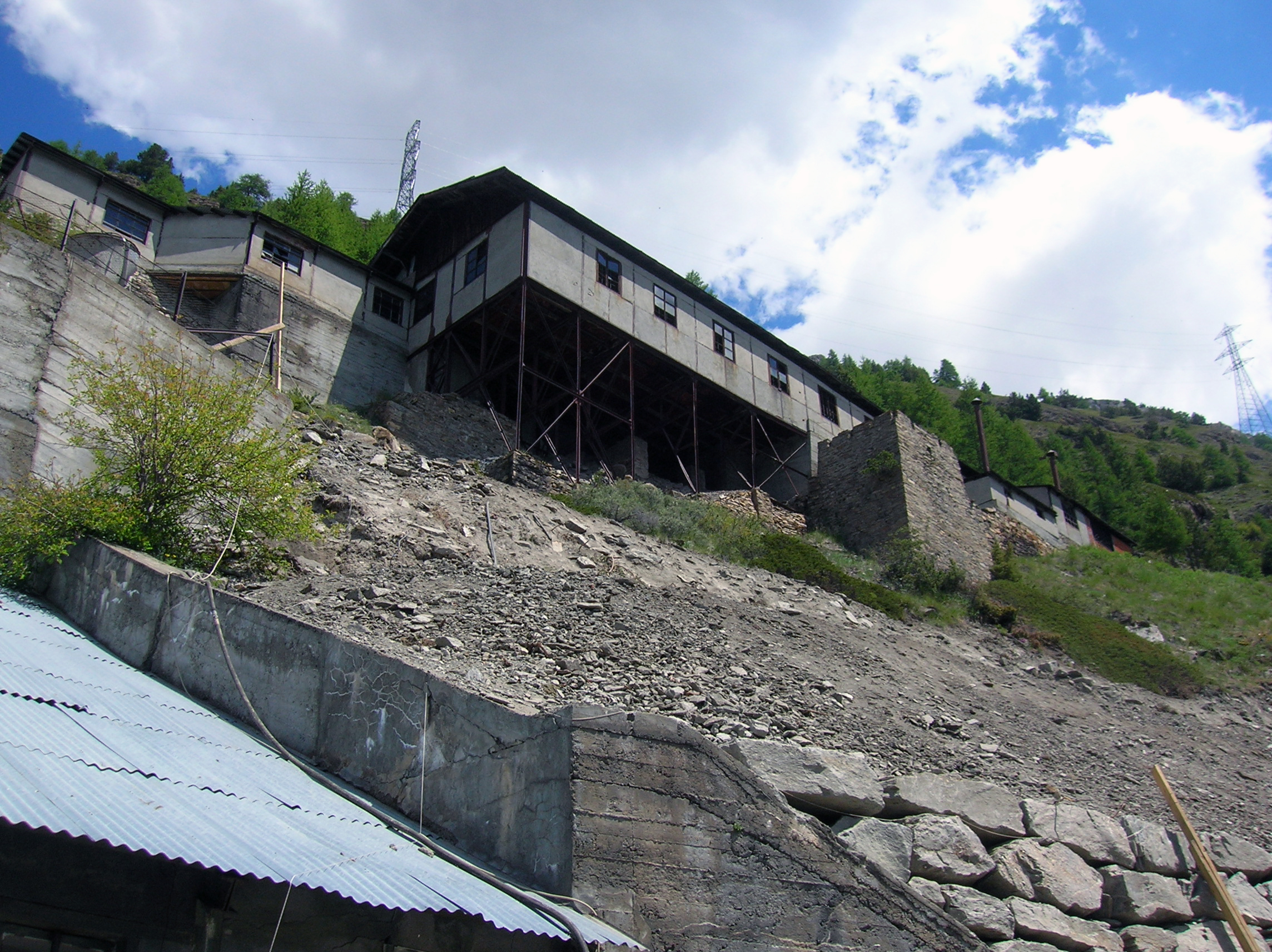
Costa del Pino (in francese, Côte du sapin)
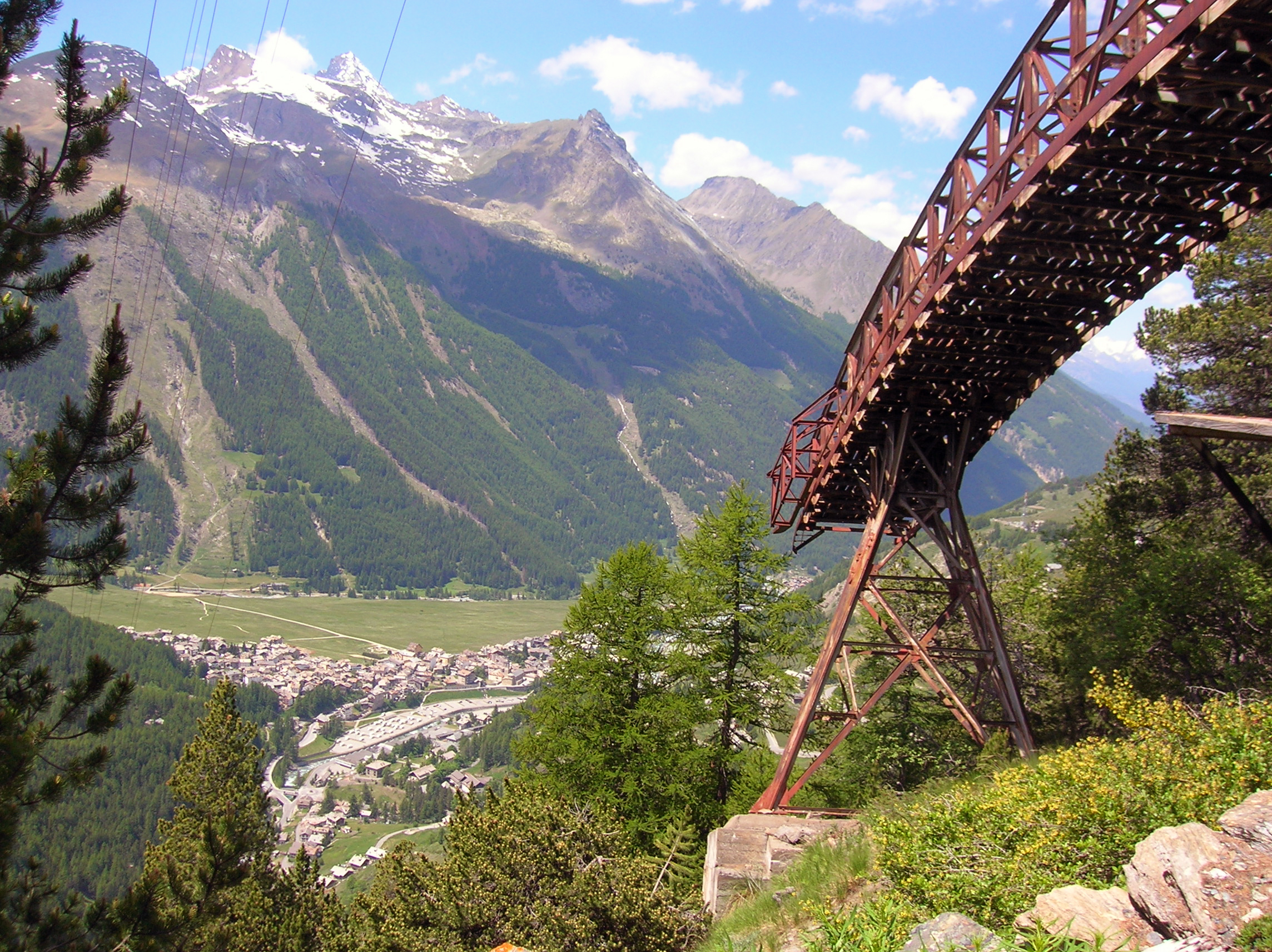
Panorama da Costa del Pino
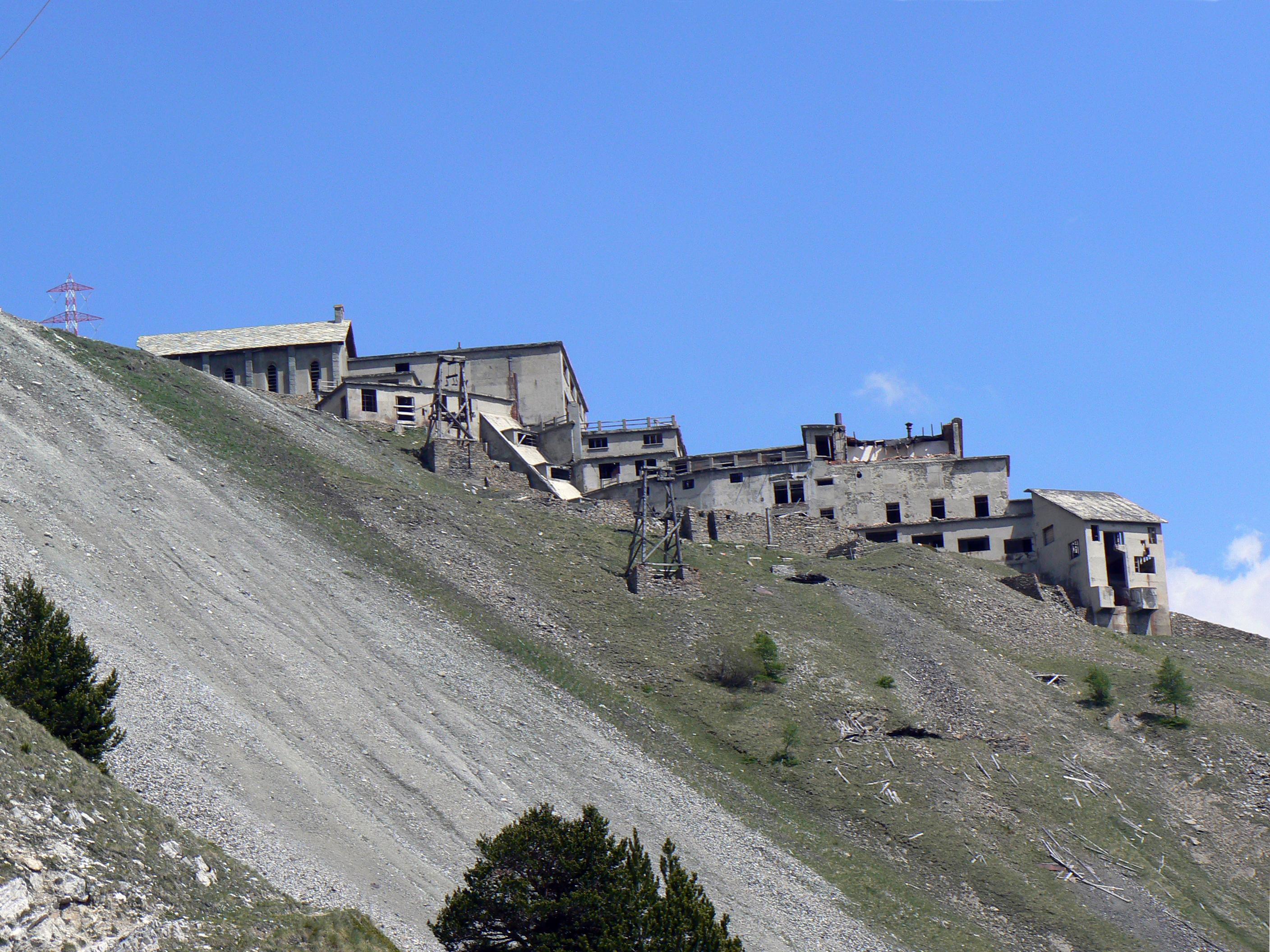
Villaggio minatori di Colonna
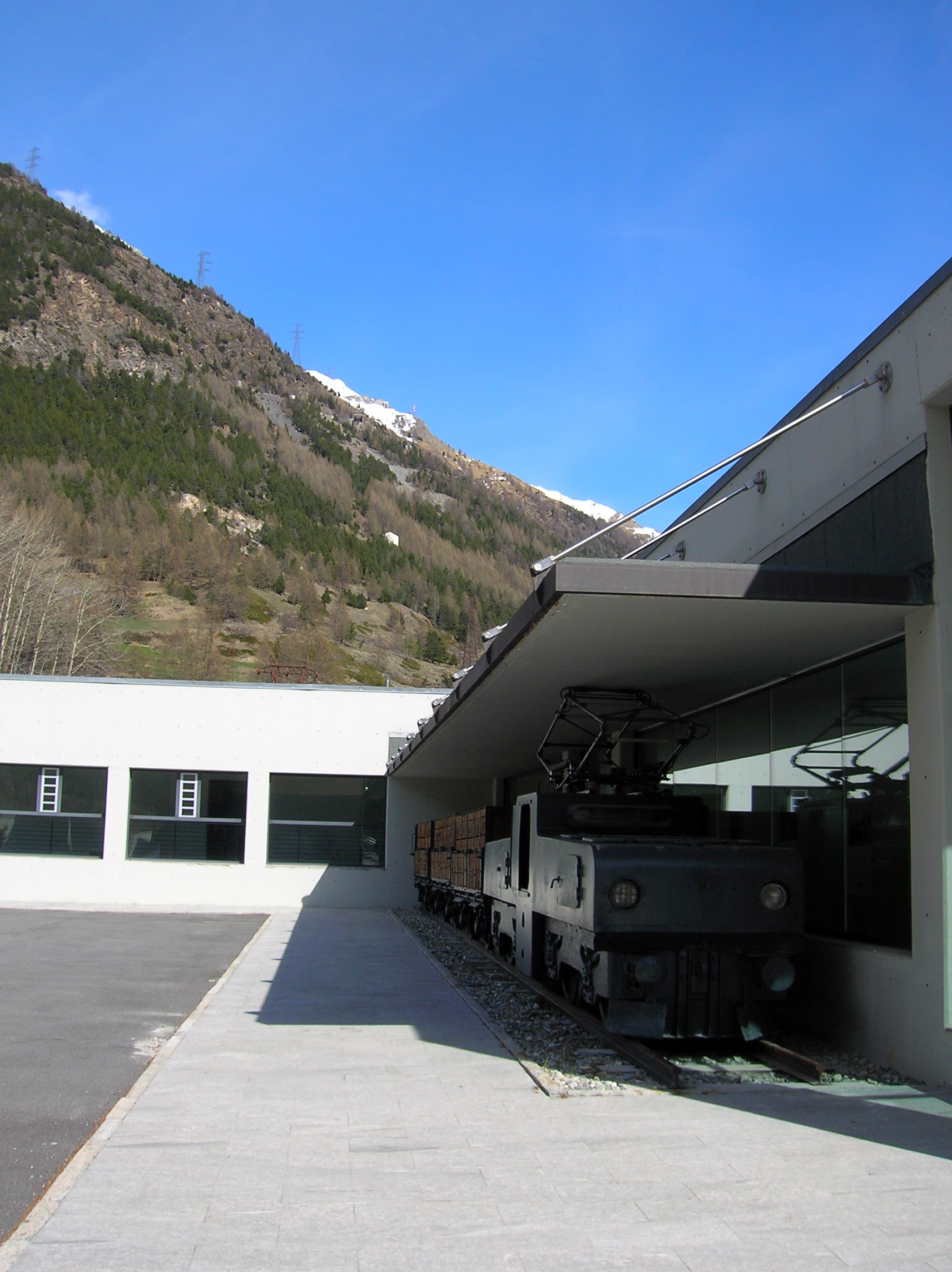
Il trenino del Drinc della ferrovia Cogne-Acque Fredde, convoglio merci per il trasporto del materiale dalla miniera di Cogne alla teleferica di Acque Fredde, esposto di fronte al centro espositivo Alpinart
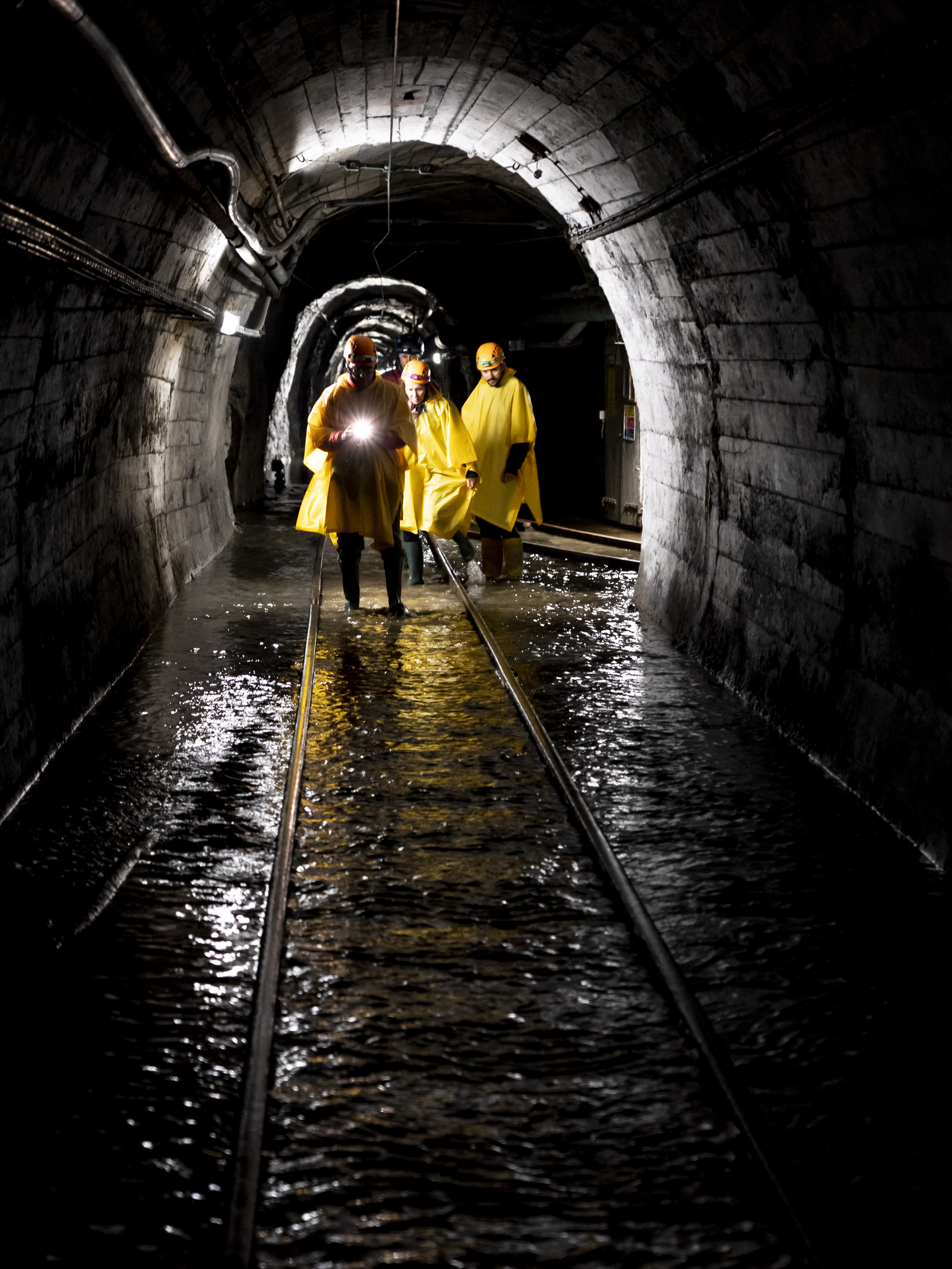
Visita in galleria a Costa del Pino

## Filmografia
- Marco Elter, Miniere di Cogne, Val d'Aosta, 10', Italia, 1938
- Valeria Allievi, Questa miniera, 73', Italia, 2013